# Júnior Fernándes
Antenor Junior Fernándes da Silva Vitoria (Tocopilla, 10 aprile 1988) è un calciatore cileno, attaccante del Keçiörengücü.

## Carriera

### Club
Ha giocato per diverse squadre sudamericane, tra cui il Cobreloa, in cui è stato compagno di Alexis Sánchez, e l'Universidad de Chile. Il 6 luglio 2012 è stato acquistato, per 3 milioni di euro, dai tedeschi del Bayer Leverkusen, firmando un contratto quinquennale. Il 18 agosto ha debuttato con la nuova maglia nell'incontro di Coppa di Germania vinto 4-0 in trasferta sul campo del Carl Zeiss Jena, realizzando anche l'ultimo gol della partita.
Il 26 maggio 2013 si è trasferito in prestito per un anno ai croati della Dinamo Zagabria.

### Nazionale
Ha esordito in nazionale nel corso della seconda parte del 2011, convocato dal CT Claudio Borghi.

## Statistiche

### Presenze e reti nei club
Statistiche aggiornate al 10 marzo 2017.
| Stagione               | Squadra                | Campionato             | Campionato | Campionato | Coppe nazionali | Coppe nazionali | Coppe nazionali | Coppe continentali | Coppe continentali | Coppe continentali | Altre coppe | Altre coppe | Altre coppe | Totale | Totale |
| Stagione               | Squadra                | Comp                   | Pres       | Reti       | Comp            | Pres            | Reti            | Comp               | Pres               | Reti               | Comp        | Pres        | Reti        | Pres   | Reti   |
| ---------------------- | ---------------------- | ---------------------- | ---------- | ---------- | --------------- | --------------- | --------------- | ------------------ | ------------------ | ------------------ | ----------- | ----------- | ----------- | ------ | ------ |
| 2012-2013              | Bayer Leverkusen       | BL                     | 6          | 0          | CG              | 1               | 1               | UEL                | 6                  | 0                  | -           | -           | -           | 13     | 1      |
| 2013-2014              | Dinamo Zagabria        | 1.HNL                  | 28         | 13         | CC              | 5               | 2               | UCL+UEL            | 6+6                | 3+1                | SC          | 1           | 0           | 46     | 19     |
| 2014-2015              | Dinamo Zagabria        | 1.HNL                  | 21         | 5          | CC              | 6               | 2               | UCL+UEL            | 0+3                | 0                  | SC          | 0           | 0           | 30     | 7      |
| 2015-2016              | Dinamo Zagabria        | 1.HNL                  | 28         | 12         | CC              | 4               | 2               | UCL                | 10                 | 1                  | -           | -           | -           | 42     | 15     |
| 2016-gen. 2017         | Dinamo Zagabria        | 1.HNL                  | 18         | 5          | CC              | 0               | 0               | UCL                | 12                 | 1                  | -           | -           | -           | 30     | 6      |
| Totale Dinamo Zagabria | Totale Dinamo Zagabria | Totale Dinamo Zagabria | 95         | 35         |                 | 15              | 6               |                    | 37                 | 6                  |             | 1           | 0           | 148    | 47     |
| gen.-giu. 2017         | Alanyaspor             | SL                     | 5          | 4          | TK              | -               | -               | -                  | -                  | -                  | -           | -           | -           | 5      | 4      |
| Totale carriera        | Totale carriera        | Totale carriera        | 106        | 39         |                 | 16              | 7               |                    | 43                 | 6                  |             | 1           | 0           | 166    | 52     |

### Cronologia presenze e reti in nazionale
| Cronologia completa delle presenze e delle reti in nazionale ― Cile | Cronologia completa delle presenze e delle reti in nazionale ― Cile | Cronologia completa delle presenze e delle reti in nazionale ― Cile | Cronologia completa delle presenze e delle reti in nazionale ― Cile | Cronologia completa delle presenze e delle reti in nazionale ― Cile | Cronologia completa delle presenze e delle reti in nazionale ― Cile | Cronologia completa delle presenze e delle reti in nazionale ― Cile | Cronologia completa delle presenze e delle reti in nazionale ― Cile |
| Data                                                                | Città                                                               | In casa                                                             | Risultato                                                           | Ospiti                                                              | Competizione                                                        | Reti                                                                | Note                                                                |
| ------------------------------------------------------------------- | ------------------------------------------------------------------- | ------------------------------------------------------------------- | ------------------------------------------------------------------- | ------------------------------------------------------------------- | ------------------------------------------------------------------- | ------------------------------------------------------------------- | ------------------------------------------------------------------- |
| 22-12-2011                                                          | La Serena                                                           | Cile                                                                | 3 – 2                                                               | Paraguay                                                            | Amichevole                                                          | -                                                                   | 86’                                                                 |
| 1-3-2012                                                            | Chester                                                             | Cile                                                                | 1 – 1                                                               | Ghana                                                               | Amichevole                                                          | -                                                                   | 71’                                                                 |
| 22-3-2012                                                           | Arica                                                               | Cile                                                                | 3 – 1                                                               | Perù                                                                | Amichevole                                                          | -                                                                   | 56’                                                                 |
| 12-4-2012                                                           | Tacna                                                               | Perù                                                                | 0 – 3                                                               | Cile                                                                | Amichevole                                                          | -                                                                   |                                                                     |
| 11-9-2012                                                           | Santiago del Cile                                                   | Cile                                                                | 1 – 3                                                               | Colombia                                                            | Qual. Mondiali 2014                                                 | -                                                                   | 66’                                                                 |
| 12-10-2012                                                          | Quito                                                               | Ecuador                                                             | 3 – 1                                                               | Cile                                                                | Qual. Mondiali 2014                                                 | -                                                                   | 60’                                                                 |
| 23-3-2013                                                           | Lima                                                                | Perù                                                                | 1 – 0                                                               | Cile                                                                | Qual. Mondiali 2014                                                 | -                                                                   | 74’                                                                 |
| 14-8-2013                                                           | Brøndby                                                             | Cile                                                                | 6 – 0                                                               | Iraq                                                                | Amichevole                                                          | -                                                                   | 62’                                                                 |
| 10-9-2013                                                           | Ginevra                                                             | Spagna                                                              | 2 – 2                                                               | Cile                                                                | Amichevole                                                          | -                                                                   | 90+3’                                                               |
| 5-9-2015                                                            | Santiago del Cile                                                   | Cile                                                                | 3 – 2                                                               | Paraguay                                                            | Amichevole                                                          | -                                                                   | 58’                                                                 |
| 15-1-2017                                                           | Nanning                                                             | Islanda                                                             | 0 – 1                                                               | Cile                                                                | Amichevole                                                          | -                                                                   | 80’                                                                 |
| 4-6-2018                                                            | Graz                                                                | Serbia                                                              | 0 – 1                                                               | Cile                                                                | Amichevole                                                          | -                                                                   | 90+2’                                                               |
| 8-6-2018                                                            | Poznań                                                              | Polonia                                                             | 2 – 2                                                               | Cile                                                                | Amichevole                                                          | -                                                                   |                                                                     |
| 13-10-2018                                                          | Miami                                                               | Perù                                                                | 3 – 0                                                               | Cile                                                                | Amichevole                                                          | -                                                                   | 67’                                                                 |
| 17-10-2018                                                          | Santiago de Querétaro                                               | Messico                                                             | 0 – 1                                                               | Cile                                                                | Amichevole                                                          | -                                                                   | 71’                                                                 |
| 16-11-2018                                                          | Rancagua                                                            | Cile                                                                | 2 – 3                                                               | Costa Rica                                                          | Amichevole                                                          | -                                                                   | 46’                                                                 |
| 18-6-2019                                                           | San Paolo                                                           | Giappone                                                            | 0 – 4                                                               | Cile                                                                | Coppa America 2019 - 1º turno                                       | -                                                                   | 87’                                                                 |
| 24-6-2019                                                           | Rio de Janeiro                                                      | Cile                                                                | 0 – 1                                                               | Uruguay                                                             | Coppa America 2019 - 1º turno                                       | -                                                                   | 77’                                                                 |
| 6-7-2019                                                            | San Paolo                                                           | Argentina                                                           | 2 – 1                                                               | Cile                                                                | Coppa America 2019 - Finale 3º posto                                | -                                                                   | 17’                                                                 |
| Totale                                                              |                                                                     | Presenze                                                            | 19                                                                  |                                                                     | Reti                                                                | 0                                                                   |                                                                     |

## Palmarès

### Club

#### Competizioni nazionali
- Supercoppa di Croazia: 1

Dinamo Zagabria: 2013
- Campionato croato: 3

Dinamo Zagabria: 2013-2014, 2014-2015, 2015-2016
- Coppa di Croazia: 2

Dinamo Zagabria: 2014-2015, 2015-2016